# La Morra (montaña)
La Morra es un monte enclavado en el Macizo Central de los Picos de Europa o macizo de los Urrieles, en Asturias.